# 莫璿
莫璿（1510年—？），字天儀，號雙陂，順天府薊州（今天津市薊州區）人，明朝政治人物。

## 生平
本姓紀。入仕後改莫姓。嘉靖二十五年（1546年）丙午科順天府鄉試第八名舉人。嘉靖二十六年（1547年）中式丁未科會試第一百八十一名，登第二甲第八十七名進士。兵部觀政，授工部主事，晋兵部员外郎，出为山西佥事、山东参议，累官山西大同副使、山東布政使司遼東參政。

## 家族
曾祖紀能；祖父紀聰；父紀鎮。前母李氏；母徐氏。慈侍下。兄璋、瓒、漢。子于常、于書、于诗、于史。